# Septimius-Severus-Tondo

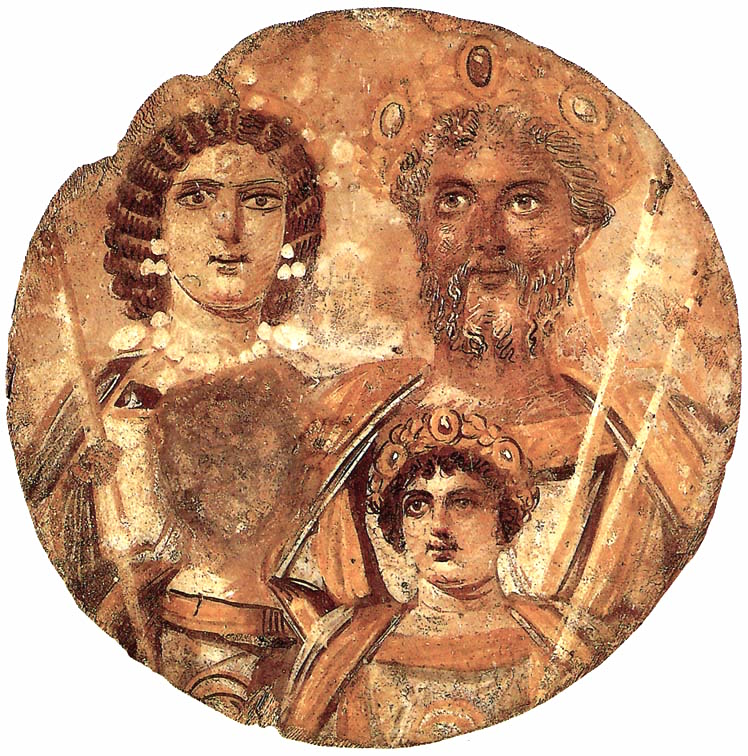
Septimius Severus im Kreis seiner Familie

Der Septimius-Severus-Tondo aus der Zeit um 200 n. Chr. ist eines der wenigen erhaltenen Tafelgemälde der Antike. Dabei handelt es sich um eine Tempera-Malerei auf einer runden Holztafel (Tondo) mit einem Durchmesser von 30,5 Zentimetern, die sich heute in der Berliner Antikensammlung (Inv.-Nr. 31329) befindet.
Die Tafel zeigt den Kaiser Septimius Severus mit seiner Familie: Links neben ihm seine Frau Julia Domna, davor seine Söhne Geta und Caracalla. Alle tragen feierliche Ornate und sowohl Septimius Severus als auch seine Söhne halten jeweils ein Zepter in der Hand und tragen edelsteingeschmückte Goldkränze auf dem Kopf. Das Gesicht von Geta wurde, vermutlich unmittelbar nach der Ermordung durch seinen Bruder, aus dem Bild entfernt (Damnatio memoriae).
Es handelt sich bei dem Bild um eines jener Kaiserbildnisse, die in der römischen Antike in großer Zahl angefertigt wurden, um in den Amtsstuben aufgehängt zu werden. Wenn die Regierung wechselte, wurden sie üblicherweise entfernt und durch neue ersetzt. Es ist sehr wahrscheinlich, dass die alten Bilder dann keine Beachtung mehr fanden und weggeworfen wurden. Da es sich bei Holz außerdem um einen sehr vergänglichen Werkstoff handelt, ist der Berliner Tondo bis heute das einzige bekannte Werk dieser Art Kaiserbildnis für Amtsstuben, das sich erhalten hat.
Neuere Untersuchungen machen wahrscheinlich, dass das Bild ursprünglich rechteckig oder quadratisch war. Dies sieht man deutlich an den Stäben, die am oberen Ende abgeschnitten sind, einst aber kaiserliche Symbole trugen. Die runde Form ist wahrscheinlich modern und wurde von Händlern für den Kunstmarkt zurechtgeschnitten.